# جان هوارد یودر
جان هوارد یودر (انگلیسی: John Howard Yoder; ۲۹ دسامبر ۱۹۲۷ – ۳۰ دسامبر ۱۹۹۷) متخصص الهیات، فیلسوف، و استاد دانشگاه اهل ایالات متحده آمریکا بود.